# Aphelops
Aphelops — викопний рід безрогих носорогів, ендемік Північної Америки. Він жив із середнього міоцену до раннього пліоцену, протягом якого він був звичайним компонентом північноамериканської фауни ссавців разом із Teleoceras.

## Опис
Виходячи з розміру черепа, найбільшим видом Aphelops є A. mutilus (який є найбільшим північноамериканським носорогом), а найменшим є типовий вид A. megalodus. За оцінками, A. mutilus важив 764—1762 кілограми, а A. malacorhinus — 889 кілограмів.
Афелопів можна відрізнити від інших представників Aceratheriinae за двома ознаками: дугоподібною верхньою частиною черепа та довгою діастемою (щілиною) між другим різцем (нижнім бивнем) і першим премоляром. Багато інших аспектів його анатомії є типовими для ацератериїнів, зокрема: відсутність рогу на широких, незрощених носових кістках; зменшена передщелепна кістка і втрачений перший різець; носовий розріз (або виїмка нижче носових кісток), що досягає принаймні рівня четвертого премоляра; череп трикутної форми при погляді ззаду; вузькі виличні дуги тощо.
Більш похідні (спеціалізовані) види мають більші зуби та довші та тонші носові кістки (також мають більший розріз). Різні види відрізняються також глибиною носового вирізу: в A. megalodus він досягає передньої частини 4-го премоляра; в A. malacorhinus він досягає задньої частини цього зуба; а в A. mutilus досягає першого моляра.

## Палеобіологія
Нижні бивні Aphelops є інформативними щодо статі та віку особин, як у Teleoceras: у самців бивні набагато товщі, тоді як у старших особин бивні сильніше прорізані, що демонструє більш інтенсивні моделі зношування.

## Палеоекологія
Вважається, що афелоп був дослідником рослин C3, як і сучасний чорний носоріг, з його довшими кінцівками, пристосованими для пересування по відкритій місцевості, порослій кущами. На відміну від Teleoceras, який обмежено споживав трави C4, які нещодавно з'явилися. Ця різниця в екології пояснює, як вони могли симпатрично співіснувати в багатьох середовищах протягом 13 мільйонів років. Обидва вимерли наприкінці епохи північноамериканських наземних ссавців гемпфілійського періоду, швидше за все, через швидке похолодання клімату, збільшення сезонності та розширення трав C4.